# Żurawno (stacja kolejowa)
Żurawno (ukr. Журавно, ros. Журавно) – stacja kolejowa w pobliżu miejscowości Łukowiec Wiszniowski, w rejonie stryjskim, w obwodzie lwowskim, na Ukrainie. Położona jest na linii Lwów – Czerniowce. Nazwa pochodzi od pobliskiego miasteczka Żurawna.
Stacja istniała przed II wojną światową. Nosiła wówczas nazwę Żórawno-Nowosielce.